# Claudio Camarca
Claudio Camarca (* 1960 in Rom) ist ein italienischer Autor und Filmregisseur.

## Leben
Camarca diplomierte 1984 am Centro di Drammaturgia Teatrale in Florenz und widmete sich danach der Literatur. Zwei erfolgreiche Romane erschienen; 1992 schrieb er ein Drehbuch und debütierte im Folgejahr als Regisseur mit Quattro bravi ragazzi. Auch sein zweiter Langfilm – nach einem Episodenbeitrag – behandelte, diesmal im Stil des Film noir, ein soziales Thema.
Nach einem Dokumentarfilm folgte erst 2008 wieder ein neues Werk. Beim Festival Internazionale del Film di Roma 2010 war er erneut mit einem dokumentarischen Werk vertreten.

## Filmografie (Auswahl)
- 1993: Quattro bravi ragazzi
- 2008: L'amor cortese